# Jesús Felipe Armendáriz
Jesús Felipe Armendáriz Ormaechea (Guernica y Luno, 1945 - Barcelona, 2012) fue un sindicalista y político español. 

## Biografía
Establecido en Cataluña, trabajó como obrero metalúrgico en la SEAT (1977-1980) y fue secretario de Formación de la Unión General de Trabajadores (UGT) del Bajo Llobregat en 1980, secretario de Política Informativa de la UGT de Cataluña en 1982, secretario de organización de la UGT en el barrio de Sans y secretario de Organización y Administración de UGT de Cataluña. 
En las elecciones generales españolas de 1982 ocupó el número 32 dentro de las listas del Partido de los Socialista de Cataluña (PSC) y fue elegido senador por la circunscripción electoral de Barcelona en sustitución del fallecido Alexandre Cirici en las elecciones del 8 de mayo de 1983. De 1983 a 1986 fue vocal en las Comisiones del Senado de España de Economía y Hacienda, Presupuestos, Justicia, Trabajo y de Seguimiento del Fondo de Compensación Interterritorial del Grupo Socialista.